# 불편한 온도
《불편한 온도》는 소설가이자 출판 기획자인 하명희가 쓴 소설이자, 중단편소설집으로 강에서 발간했다. 하명희는 이 소설집으로 제22회 한국가톨릭문학상 신인상
,
제12회 백신애 문학상

을 수상했다.

## 수록 작품
1. 꽃 땀
2. 까막편지를 읽는 법
3. 불편한 온도
4. 그림자들의 강
5. 늙은 물의 사랑은,
6. 목발
7. 저녁의 목소리
8. 눈의 집